# Andrei Wladimirowitsch Nikolski
Andrei Wladimirowitsch Nikolski (russisch Андрей Владимирович Никольский, auch Andrei Nikolsky transkribiert; * 1959 in Moskau; † 3. Februar 1995 bei Waterloo, Belgien) war ein russischer Pianist.

## Werdegang
Nikolsky erhielt seine ersten Klavierstunden mit fünf Jahren. 1976 begann er sein Studium am Moskauer Tschaikowsky Konservatorium, wo er von unter anderen von Heinrich Neuhaus und Lew Naumow unterrichtet wurde. Er studierte auch bei Hans Leygraf am Mozarteum in Salzburg.
1979 gewann Nikolsky den zweiten Preis beim Concours Long-Thibaud. Für seine mit Auszeichnung abgelegte Diplomprüfung im Fach „Klavier“ erhielt er 1986 die Lilli-Lehmann-Medaille.
1987 erhielt er den ersten Preis beim Concours Musical Reine Elisabeth. Er nahm 1988 die belgische Staatsangehörigkeit an. 
Sein Repertoire hatte Schwerpunkte bei Prokofjew, Chopin und Liszt.
1995 starb Nikolsky bei einem Autounfall bei Waterloo in Belgien.